# Wahlgleichheit
Die Wahlgleichheit ist eine Ausprägung des Gleichheitsprinzips, die dieses Prinzip auf das Wahlrecht anwendet.
Eine Gewichtung der Stimmen ist hiernach nicht zulässig. Auch das Recht, mehrfach abzustimmen, ist mit der Wahlgleichheit nicht vereinbar. Dies ist auch aus dem Englischen als „One person, one vote“ bekannt. Ungleich sind sowohl ein Klassenwahlrecht als auch ein Pluralwahlrecht: Bei einem Klassenwahlrecht werden die Wähler in verschiedene Klassen eingeteilt, beispielsweise so, dass die Klassen jeweils gleich viele Abgeordnete entsenden, in den Klassen aber unterschiedlich viele Wähler abstimmen. Die Stimmen der Wähler in unterschiedlichen Klassen haben dann unterschiedliches Gewicht. Beim Pluralwahlrecht erhalten manche Wähler mehr Stimmen als andere Wähler.

## Deutschland

### Kaiserreich
Historisch gab es in Deutschland Einzelstaaten, in denen die Wahl ungleich war, zum Beispiel in Preußen mit dem Dreiklassenwahlrecht und im Großherzogtum Oldenburg mit der Zusatzstimme für Wähler, die älter als vierzig Jahre waren. Solche Wahlungleichheiten wurden 1918/1919 abgeschafft. Das Reichstagswahlrecht seit 1867 hingegen war in diesem Sinne gleich. Die Wahlgleichheit war aber dadurch beeinträchtigt, dass in den Reichstagswahlkreisen zum Teil sehr unterschiedlich viele Wähler lebten.
Eine Wahl kann ungleich, aber dennoch allgemein sein. In Preußen durften alle männlichen Untertanen wählen, das galt (zusammen mit einigen Wahlrechtsausschlüssen zum Beispiel für Entmündigte oder Armeeangehörige) als allgemeine Wahl. Ihre Stimmen hatten jedoch nicht das gleiche Gewicht. In Bayern wiederum gab es umgekehrt ein Zensuswahlrecht, das heißt, dass nicht jeder wählen durfte, sondern nur derjenige, der direkte Steuern zahlte (es war also nicht allgemein). Für diejenigen, die wählen durften, war das Wahlrecht jedoch gleich.

### Bundesrepublik Deutschland
Wahlgleichheit bedeutet nach der ständigen Rechtsprechung des Bundesverfassungsgerichts, dass
- jede Stimme den gleichen Zählwert hat (100.000 Stimmen = 100.000 Stimmen, d. h. nicht: 100.000 Stimmen = 1 Sitz),
- jede Stimme die gleiche rechtliche Erfolgschance (nicht „Erfolg“) hat,
- eine Betrachtung im Zeitpunkt der Stimmabgabe (vor der Zählung, ex ante) stattfindet.

Das Gericht unterscheidet je nach Wahlsystem (Verhältniswahl oder Mehrheitswahl) zwischen den verschiedenen Varianten der Wahlgleichheit. Das Wahlrecht muss ein konsistentes System bilden. Daher dürfen nicht willkürlich Elemente des Verhältniswahlrechts mit dem des Mehrheitswahlrechts kombiniert werden.
So werden unterschiedliche Maßstäbe des BVerfG bei Mehrheitswahl und Verhältniswahl angewendet: Bei der Mehrheitswahl wird die Erfolgschance auf der Wahlkreisebene betrachtet, bei der Verhältniswahl wird die Erfolgschance auf Parlamentsebene betrachtet, siehe Auszug aus BVerfGE 95, 335, 353 f.:

„Aus dem Grundsatz der Wahlgleichheit [...] folgt für das Wahlgesetz, daß die Stimme eines jeden Wahlberechtigten den gleichen Zählwert und die gleiche rechtliche Erfolgschance haben muß. Maßgeblich ist hierbei eine Betrachtung ex ante. Dieses Gleichheitserfordernis wendet sich historisch gegen eine unterschiedliche Gewichtung der Stimmen nach der Person des Wählers, seiner Zugehörigkeit zu einer Klasse oder seinen Vermögensverhältnissen [...]; es wahrt heute eine Chancengleichheit im strengen und formalen Sinne.
Die in Art. 38 Abs. 1 Satz 1 GG verfassungsrechtlich vorgegebene Wahlgleichheit wirkt sich in der Mehrheitswahl und in der Verhältniswahl jeweils unterschiedlich aus: Dem Zweck der Mehrheitswahl entspricht es, daß nur die für den Mehrheitskandidaten abgegebenen Stimmen mit gleichem Zählwert zur Mandatszuteilung führen. Die auf den Minderheitskandidaten entfallenden Stimmen bleiben hingegen bei der Vergabe der Parlamentssitze unberücksichtigt.
[...]
Hingegen bedeutet Wahlgleichheit bei der Verhältniswahl, daß jeder Wähler mit seiner Stimme den gleichen Einfluß auf die parteipolitische Zusammensetzung des Parlaments haben kann (...stRSpr). Daraus ergeben sich Anforderungen einer spezifischen Erfolgswertgleichheit der Verhältniswahl für das Sitzzuteilungsverfahren nach der Stimmabgabe, in welchem die Zahlen der für die Listen abgegebenen Stimmen zueinander ins Verhältnis gesetzt und danach die in der Listenwahl zu vergebenden Sitze zugeteilt werden.
[...]
Die Entscheidung für ein bestimmtes Wahlsystem, entweder für die Verhältnis- oder für die Mehrheitswahl oder für eine Kombination beider Systeme, bedeutet zugleich, daß der Gesetzgeber die im Rahmen des jeweiligen Systems geltenden Maßstäbe der Wahlgleichheit zu beachten hat.“

Die Wahlgleichheit wird durch die Sperrklausel eingeschränkt. Die Erfolgswertgleichheit jeder Stimme kann mit dem Erfolgswert, Gallagher-Index oder dem Loosemore-Hanby-Index erfasst werden. In Kanada wird meist ein Wahlsystem als Wahlgleichheit erfüllend angesehen, falls der Gallagher-Index unter 5 (%) ist. Bei einer Mehrheitswahl besteht keine Erfolgswertgleichheit auf der Parlamentsebene.

## Andere Staaten
In einigen repräsentativen Demokratien, auch Mitgliedsländern der EU, wie u. a. Ungarn
oder Tschechien,
werden bei Wahlen Stimmen verzerrt, umgerechnet, umverteilt. Damit wird die Gleichheit der Stimmen, einer der demokratischen Grundsätze (siehe auch Gleichheitsprinzip), wissentlich verletzt.

## Europäische Union
Bei den Wahlen zum Europäischen Parlament (Europawahl) ist der Grundsatz der Wahlgleichheit nicht gewahrt, da den einzelnen Ländern (unabhängig von der Wahlbeteiligung) eine feste Zahl an Sitzen zugeordnet ist, die kleine Länder überrepräsentiert. Die einzelnen Länder stellen damit (Mehrpersonen-)Wahlkreise mit deutlich unterschiedlichen Erfolgswerten dar.
So hat Frankreich pro Kopf die wenigsten Abgeordneten, gefolgt von Spanien, Deutschland, Italien und Polen. Die anderen EU-Mitgliedsstaaten haben überdurchschnittlich viele Abgeordnete pro Kopf. Hintergrund ist die degressive Proportionalität, die kleine Mitgliedsstaaten vor einem Zusammenschluss weniger großer Mitglieder besser schützen soll. Dies ist in (kon-)föderalen Strukturen üblich, z. B. im Bundesrat (Deutschland), im Nationalrat (Schweiz) oder auch bei den Wahlmännern (Electoral College) in den USA.
Der Art. 39 Abs. 2 der Charta der Grundrechte der Europäischen Union verlangt im Gegensatz zu Art. 38 Abs. 1 Satz 1 GG für Bundestagswahlen keine Wahlgleichheit.

## Einzelne Sachverhalte
Vielfach bestanden in der Vergangenheit Wahlgesetze, in denen das Prinzip der gleichen Wahl keine Anwendung fand. Beispiele sind das Zensuswahlrecht und das Dreiklassenwahlrecht. Bei manchen bestehenden oder vorgeschlagenen Wahlverfahren ist umstritten, ob sie die Gleichheit der Wahl wahren. So wird beispielsweise argumentiert, dass Befürworter eines Kinderwahlrechtes faktisch ein Mehrfachstimmrecht für Eltern fordern und dass mit der Einführung von Quotenregelungen wie einer Frauenquote die begünstigten Gruppen ein höheres Stimmgewicht erlangen.
Die Frage der Wahlgleichheit spielt auch in der Debatte über Größe und Zuschnitt der Wahlkreise eine Rolle. Deutlich unterschiedliche Größen der Wahlkreise führen zu unterschiedlichen Erfolgschancen der Wähler je nach Wahlkreis (Siehe obigen Abschnitt: »Europäische Union«).